# Wkręceni 2
Wkręceni 2 – polska komedia z 2015 roku, sequel filmu Wkręceni z 2014 roku w reżyserii Piotra Wereśniaka. W rolach głównych ponownie wystąpili Paweł Domagała i Bartosz Opania.

## Opis fabuły
Po ostatnich przygodach na prowincji przyjaciele rozstali się i rozjechali po świecie. W rodzinnym mieście pozostał jedynie „Szyja”, czyli Tomek Zarówny. Pracując na autostradzie, „Szyja” poznaje przypadkiem agentkę gwiazd, Klementynę, która porywa go na kilka dni do Warszawy. Żona postanawia sprowadzić go do domu siłą.
Film był promowany przez utwory „Tylko z Tobą chcę być sobą” Łukasza Zagrobelnego i „Lepiej być podobnym do nikogo” zespołu Feel.

## Obsada
- Paweł Domagała – Tomek „Szyja” Zarówny / Mikołaj „Miki” Mazur
- Bartosz Opania – Zenobiusz „Fikoł” Kozioł
- Małgorzata Socha – Klementyna Lichoń
- Marta Żmuda Trzebiatowska – Czesława Zmrażdżycka vel Dolores Madeiros
- Anna Mucha – reżyserka
- Barbara Kurdej-Szatan – Jadźka, żona Tomka
- Filip Bobek – Leo Brant
- Kacper Kuszewski – komendant Grygalewicz
- Antoni Królikowski – Staszek Klatka „Stopklatka”
- Leszek Lichota – „Lufa”
- Marcin Perchuć – psychiatra